# La Coopérative de Mai
La Coopérative de Mai (surnommée La Coopé) est une salle de concert française située à Clermont-Ferrand en région Auvergne-Rhône-Alpes.

## Histoire
La construction de la Coopérative de Mai relève de la volonté politique de la Ville de Clermont-Ferrand dès 1998. Didier Veillault, ancien directeur du Plan à Ris-Orangis et actuel directeur de la coopérative est recruté comme chef de projet début 1999. Il suit les travaux de construction et la mise en place du projet jusqu’au début de l’année 2000, date à laquelle l’association Pop’Art est retenue pour gérer le lieu, dans le cadre d’une délégation de service public[réf. souhaitée].
Le bâtiment abritant la Coopérative de Mai et le centre de congrès Polydome est élevé sur le terrain qui était occupé auparavant par l'ancienne coopérative Michelin, un grand magasin destiné aux ouvriers.
Elle a été inaugurée le 7 mars 2000 en compagnie des Rita Mitsouko.
La Coopérative de Mai est labélisée scène de musiques actuelles par le ministère de la Culture.

## Loges
La Coopérative de Mai comporte plusieurs loges. Il y en a deux sortes. Les loges pour le club et les loges pour la grande salle. Les loges servent à accueillir les artistes avant le concert.

## Équipements
La Coopérative de Mai se compose de deux salles de spectacle :
- Le Club (la « Petite Coopé »), qui peut accueillir 464 personnes dont une cinquantaine peut accéder à une mezzanine. La surface scénique du Club est de 35 m2.
- La Grande Salle, qui dispose d'une capacité d’accueil de 1500 places. Elle peut notamment avoir une capacité de 800 places quand elle est en "section assise".  La surface de la scène est de 210 m2.

## Programmation
La salle accueille environ 130 concerts dans l’année et a déjà reçu de nombreux artistes francophones et internationaux dont Elliot Smith, The National, Patti Smith, Marianne Faithfull, Morrissey, Belle and Sebastian, Tindersticks, Dream Theater, The Hives, Divine Comedy, Thirty Seconds to Mars, The White Stripes, Noir Désir, Muse, Louane, Indochine, Justice, Jain, Fakear, Møme, Nekfeu, Asaf Avidan, -M-, Kid Francescoli...  
Aussi importante soit-elle, l’activité de diffusion est pour la Coopérative de Mai la partie émergée de l’iceberg. Chaque année, de nombreux artistes choisissent la salle comme lieu privilégié de création et de résidence.

## Promotion de la scène locale et action culturelle
La Coopérative de Mai soutient également vivement la scène locale, en programmant de nombreux artistes régionaux et en étant à l’initiative de nombreux projets fédérateurs. Elle a, entre autres, coproduit l’album de Jim Yamouridis et produit une compilation de groupes locaux (compilation MC1 Back In Clermont-Ferrand) et un album vinyle de reprises du Velvet Underground pour les 40 ans du célèbre album à la banane. Elle s’apprête à aider de jeunes labels dans leur structuration professionnelle par l'intermédiaire de la Pépinière de Mai.
La Coopérative de Mai mène enfin de nombreuses missions d’action culturelle en faveur de l’éducation ou de la sensibilisation des publics, les soutiens aux projets, l’accompagnement des initiatives autour des musiques actuelles et les activités artistiques hors du champ musical (expositions, multimédia, musiques en prison, au lycée, dans les universités…).

## Galerie

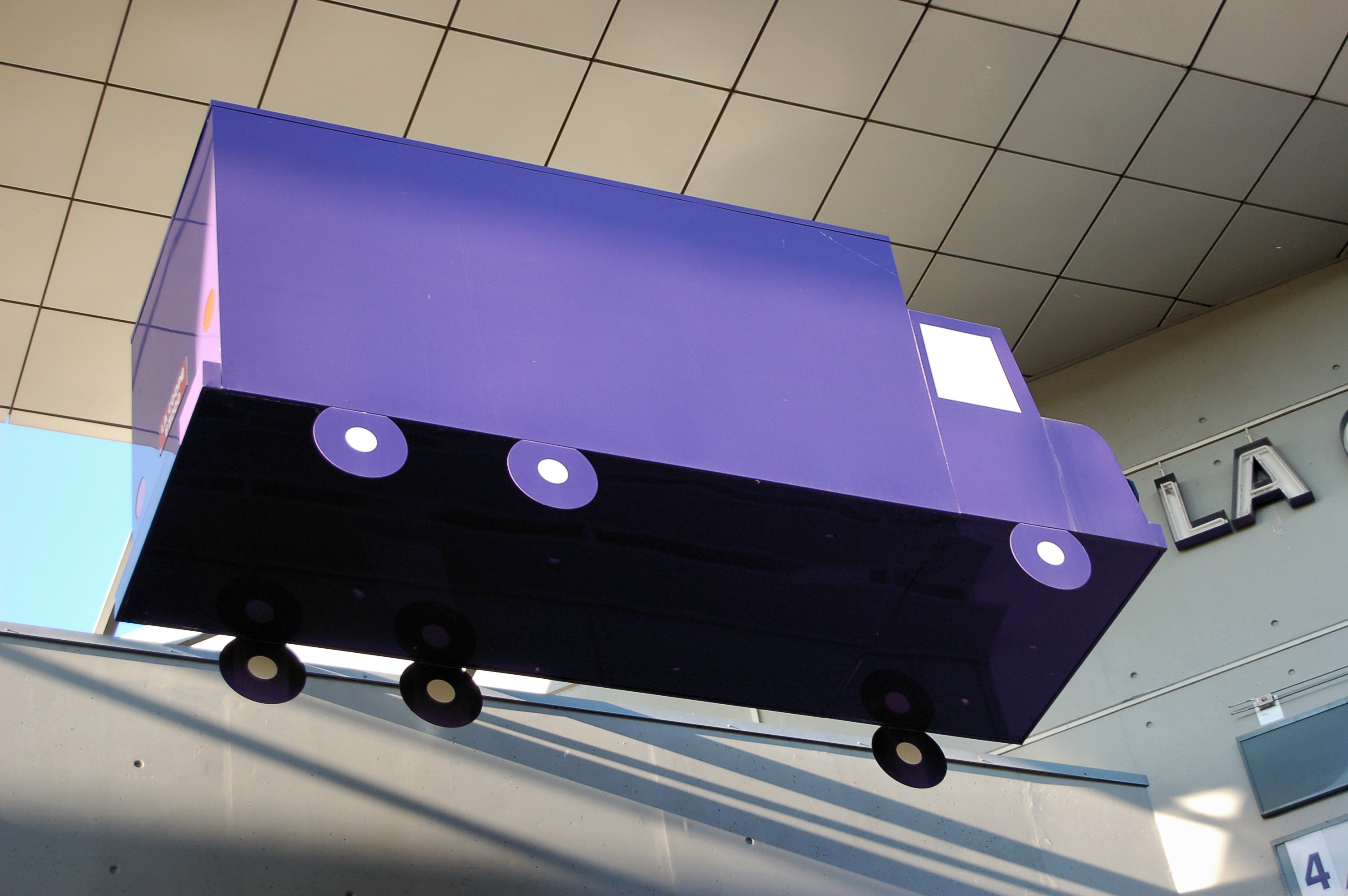
Le camion, symbole de la Coopé
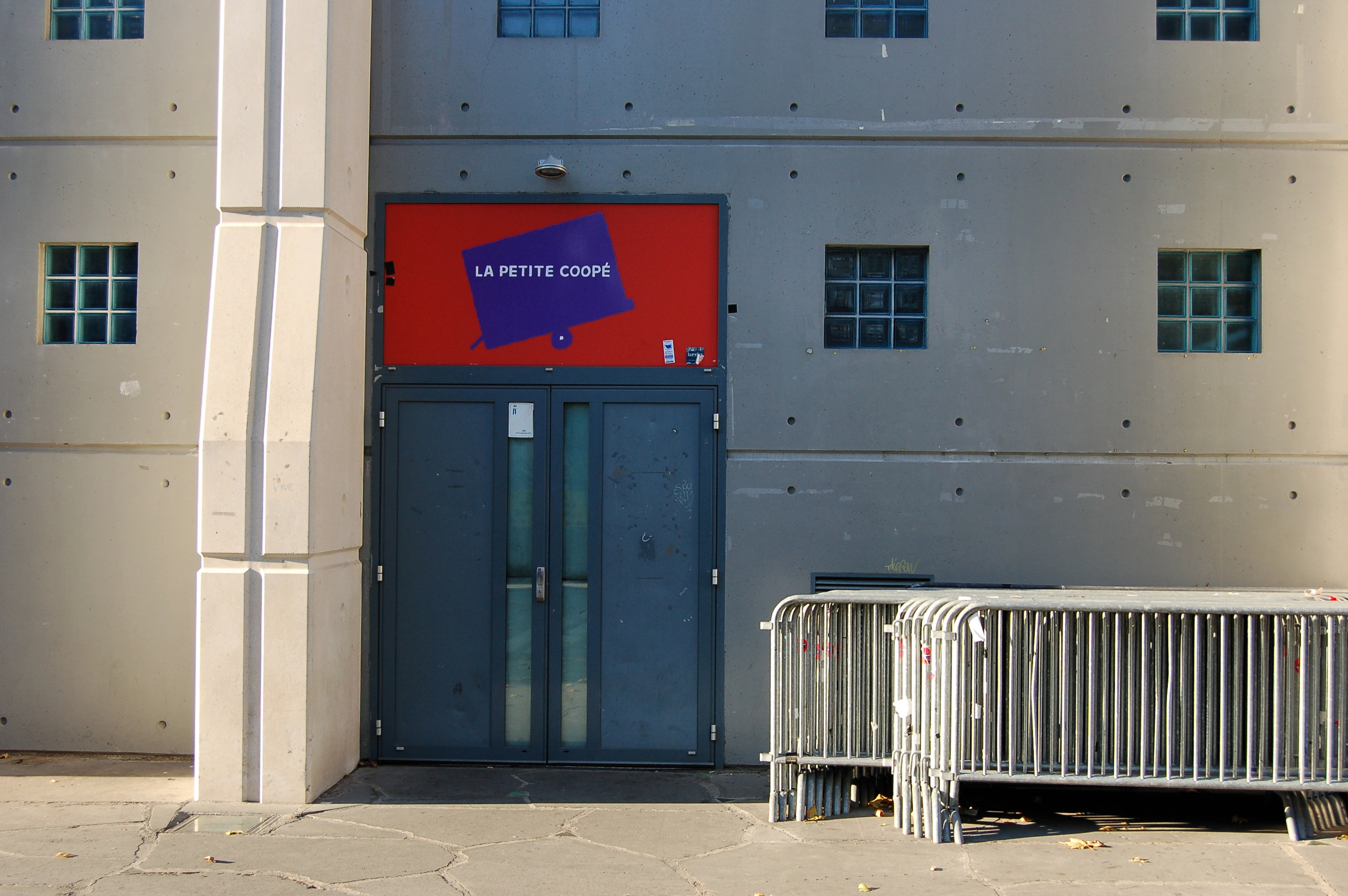
La petite Coopé
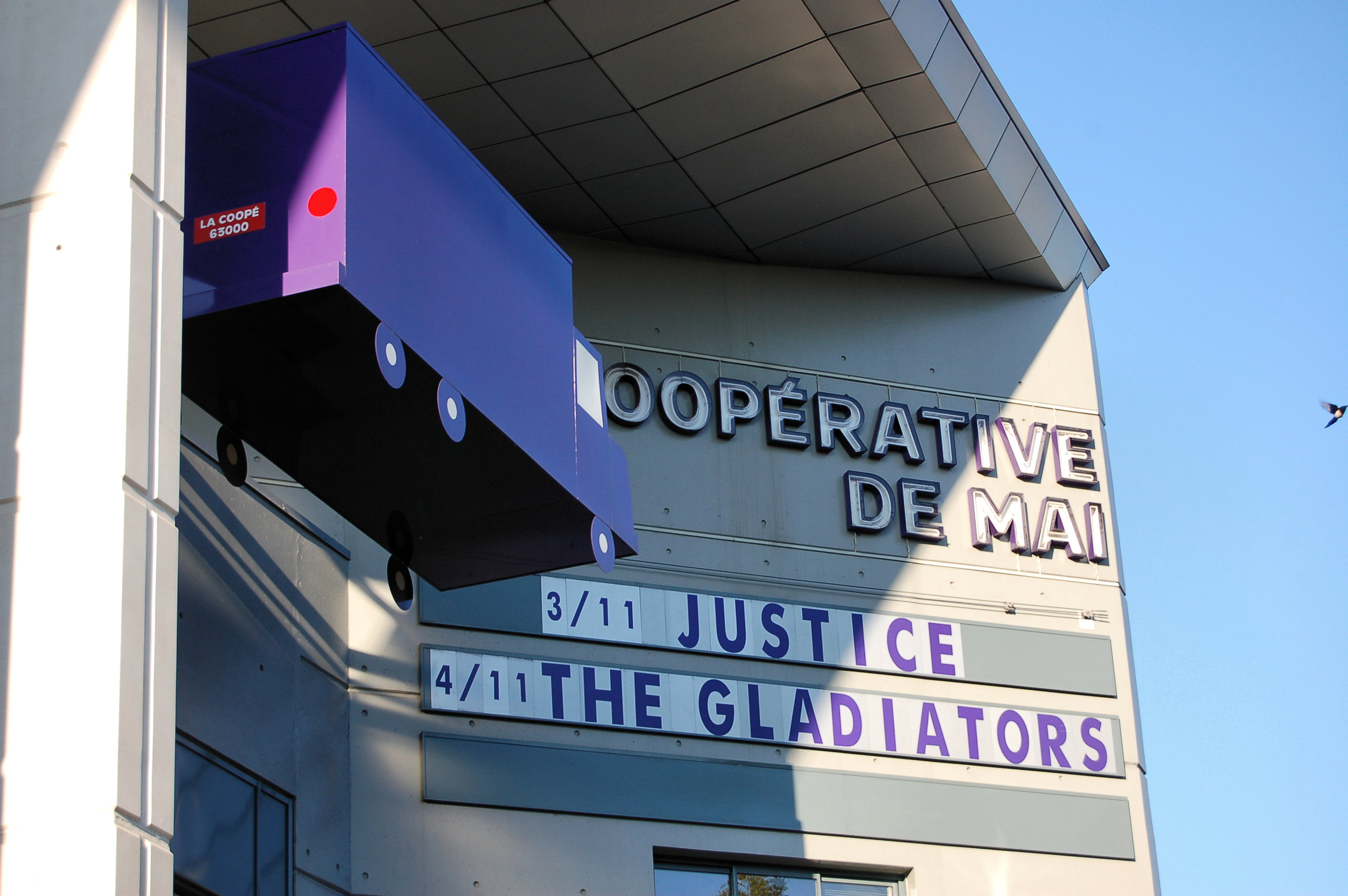
Détail de la façade